# ناندا محمد
ناندا محمد (25 سبتمبر 1980) ممثلة سورية.

## عن حياتها
تخرجت من المعهد العالي للفنون المسرحية في عام 2001، ثم غادرت سوريا بعد زواجها من عازف الكمان المصري "محمد سامي". اشتهرت بعد العمل في الدراما التليفزيونية من خلال أدائها لشخصية "ملك" في مسلسل عصي الدمع، كما شاركت للمرة الأولى في الدراما التليفزيونية في مصر في عام 2015 من خلال مسلسل حق ميت. تخصصت بشكل كبير في التمثيل المسرحي، ففي سوريا شاركت في مسرحيات (أحلام شقية، مونودراما امرأة وحيدة، المرود والمكحلة)، أما خارج سوريا فعملت في العرض المسرحي المصري (هوى الحرية) بالإضافة إلى مسرحيات (ألف ليلة وليلة، سرداب فينوس، سيك تو سيك) في أوروبا وأمريكا الشمالية.

## أعمالها

### المسلسلات
- بطلوع الروح
- حق ميت - بدور نسرين
- العرّاب - نادي الشرق
- أبو جانتي 2
- أبو خليل القباني
- يوم ممطر آخر
- حارة عالهوا
- طوق الياسمين
- ندى الأيام - بدور بسمة
- مشاريع صغيرة
- عصي الدمع - بدور ملك
- بيت العز
- صقر قريش

## روابط خارجية
- ناندا محمد على موقع قاعدة بيانات الأفلام العربية